# 因為愛 (珍娜·傑克森歌曲)
《因為愛》（英語：Because of Love）是美國黑人女歌手珍娜·傑克森在1994年1月發行的單曲，這首單曲在美國告示牌單曲榜獲得第10名，在英國單曲榜獲得第19名。

## 資料

### 單曲簡介
〈因為愛〉是珍娜·傑克森第五張錄音室專輯《珍娜》（英語：janet.）所發行的第四首單曲，這首歌曲由珍娜·傑克森和吉米·吉姆與特里·李維斯共同完成詞曲創作，珍娜·傑克森也身兼該曲的製作人。〈因為愛〉顧名思義就是一首歌誦愛很偉大的歌曲，中快版的節奏搭配好聽的旋律，尤其副歌的地方不斷重複歌名，容易讓聽者印象深刻。〈因為愛〉的音樂影片沒有特別取景拍攝，只有珍娜·傑克森對嘴的特寫鏡頭，與當時巡迴演出的幕後花絮剪輯而成。

### 商業成績
〈因為愛〉是專輯《珍娜》所發行的第四首單曲，前面三首單曲依序為〈愛就是這樣〉（8週冠軍）、〈如果〉（第4名）以及〈再一次〉（2週冠軍）。由於前三首單曲的成績優異，使得〈因為愛〉在1994年1月29日首週進入告示牌單曲榜即佔據第29名，當週〈再一次〉還停留在第5名。〈因為愛〉在進榜後名次緩慢上升，3月19日止步於第10名。〈因為愛〉雖然只獲得第10名，但因為它在榜內停留的時間長達20週，因此它還是進入了1994年告示牌年終百大單曲榜，名列第48名。
〈因為愛〉在英國單曲榜最高成績為第19名，是整張專輯中成績最差的。

### 獎項評價紀錄
〈因為愛〉獲得告示牌單曲榜第10名，是珍娜·傑克森在該榜連續獲得的第12首TOP 10單曲。而日後她將締造連續18首TOP 10單曲的歷史紀錄。